# Santa Maria de la Vega de Tarassona
Santa Maria de la Vega de Tarassona és un edifici monumental d'Aragó, avui catedral de la vila. Aquest edifici fou erigit per una singular excepció, fora del recinte que ocupava la primitiva i anterior catedral a l'altra vora del riu Queiles, on és situat el raval; a l'entrada del primer bisbe Miguel es deia Santa Maria de la Hidria, potser com a derivació del grec hydros, 'aigua', i de la Vega o de la Huerta vers l'any 1200, indicis tots de la posició aïllada d'aleshores. A l'extrem d'un pont, apareix tota la longitud del temple sobre una majestuosa escalinata, al fons d'una vasta i bella plaça. El segle de la fundació és incert, perquè —si bé la nota d'una antic breviari citada per Argaiz la fixa el 1235—, per altra banda, pressuposa que fou començada el 1152, amb motiu de les paraules amb què Teresa Caxal recomana als seus nets la defensa del temple.

## Arquitectura
Des de llavors continuà durant molts anys la construcció, i l'estil es va adoptar a les modificacions de gust i els adornament predominants. Per desgràcia, la bellesa de la seva arquitectura exterior no s'adiu amb el punt en què està situada. Els vestigis de l'art romà d'Orient i del gòtic es confonen i trenquen sense regularitat; la quadrada torre s'eleva en un extrem i és d'estil mudèjar, i a l'altre cantó del cimbori, amb els seus pesats botarells, imita tant sense gràcia la cresteria gòtica, que es pot comparar molt bé amb un cadafal sembrat de ciris. Creix el desgrat en examinar de prop les labors i estàtues de la portada, no tant pel mal gust, que és de mitjan segle xvi, com per la grolleria de l'execució; la portada es construí a expenses de Martín de Mezquita, tresorer i canonge d'aquesta església, el qual resta sebollit a l'entrada del temple sota una llosa que representa la seva imatge.

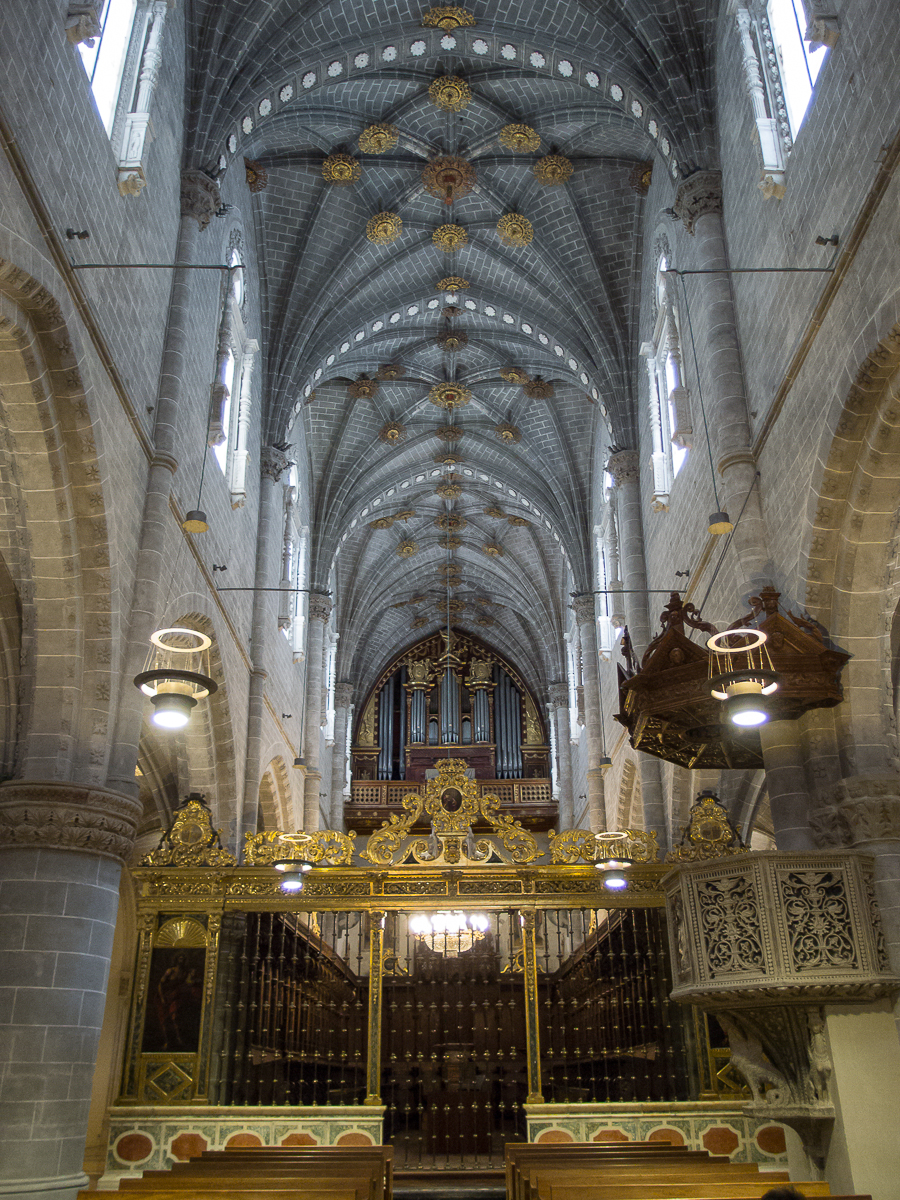
Nau principal de la catedral de Tarassona

### Interior

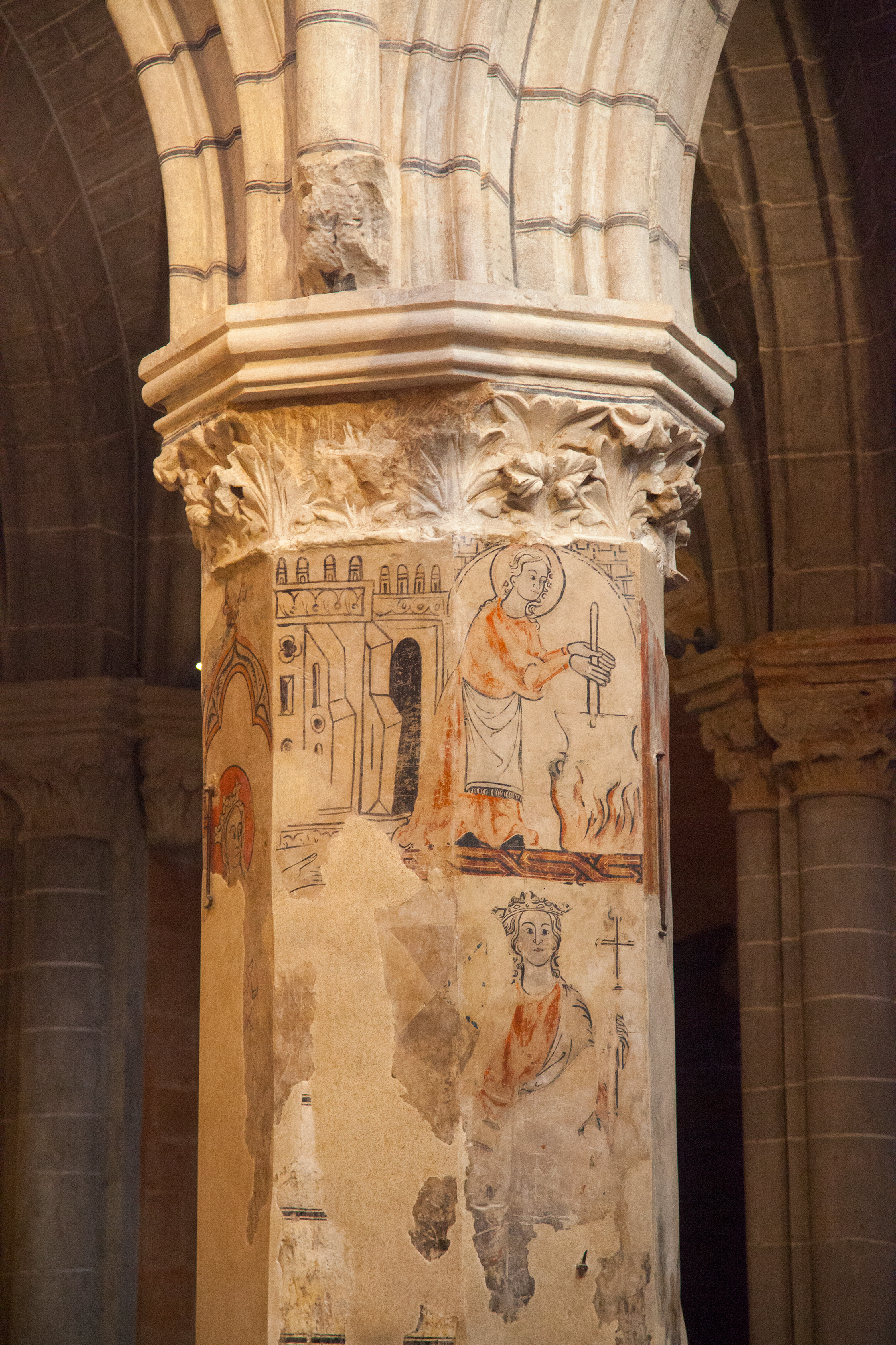
Pintures gòtiques a la capella major

Un altre és l'espectacle que ofereix l'interior; a penes es penetra pel llindar, admira veure amb quina força s'eleva la nau principal en agudes ogives a una gran altura, i amb quin misteri les laterals, baixes i ombrívoles, desemboquen en l'ample creuer, prolongant-se en l'oposat front per darrere de la capella major, i amb quina gentilesa es desplega per sobre la gòtica galeria, cenyint l'absis i el creuer.
Sembla que tots els segles de fe portaren en ofrena a Déu algunes pedres per cimentar aquell bonic temple; les distintes formes de l'art cristià es combinaren amb una harmonia que sembla més aviat obra de conveni simultani que d'esforços successius. Perquè si les naus laterals, en la seva ombrívola gravetat i en els grossos fullatges de les columnes i en els florons de relleu que esmalten les arquivoltes cornises, conserven encara el caràcter bizantí, els arcs de la volta esvelta admeten ja l'ogiva, i mant arc en forma de ferradura i amb les motllures acumulades recorda l'estil aràbic, ja sia efecte de caprici fortuït, ja reminiscència d'artistes sarraïns.
El gòtic brilla sense tanta amalgama en les agosarades mitges columnes que en grup de tres, arrambades al mur de la nau principal, pujant fins a rebre sobre llurs elegants capitells l'arrancada de les arcades; i no menys bonica també brilla en la bella galeria, les ogives coronades recolzen en una simple motllura sobre els capitells d'airosa columnata, i admete un gros balustre, que no la desdota a pesar de ser posterior. El gust plateresc, no trobant espai on campejar, usurpà al gòtic el finestram, el tipus primitiu del qual potser reté la segona arcada del creuer; i en l'enteixinada llinda de les finestres, en les balustrades columnes, i en les labors que encalcen la rodona llumenera interior, va sostindre sense minvar-ne la competència.

## Segle XVI
El segle xvi generalitzà la moda d'adorns de creueria i de claus daurats en les voltes sense que hi pogués mancar a aquesta catedral el sostre estelat per realçar les seves belleses, i per a última mostra de llur flexibilitat en rebre tota classe d'abillament. Als delicats grups de cilíndriques columnes, repartits per la nau principal, reemplacen per sustentar el cimbori quatre pilars quadrats, presentant els seus plans transversalment i en cada pla cinc columnetes que, rematades unes en l'arrancada de les naus laterals i d'altres remuntant-se fins a les petxines de la cúpula, reuneixen admirablement les idees d'agosarada lleugeresa i grandiosa robustesa.

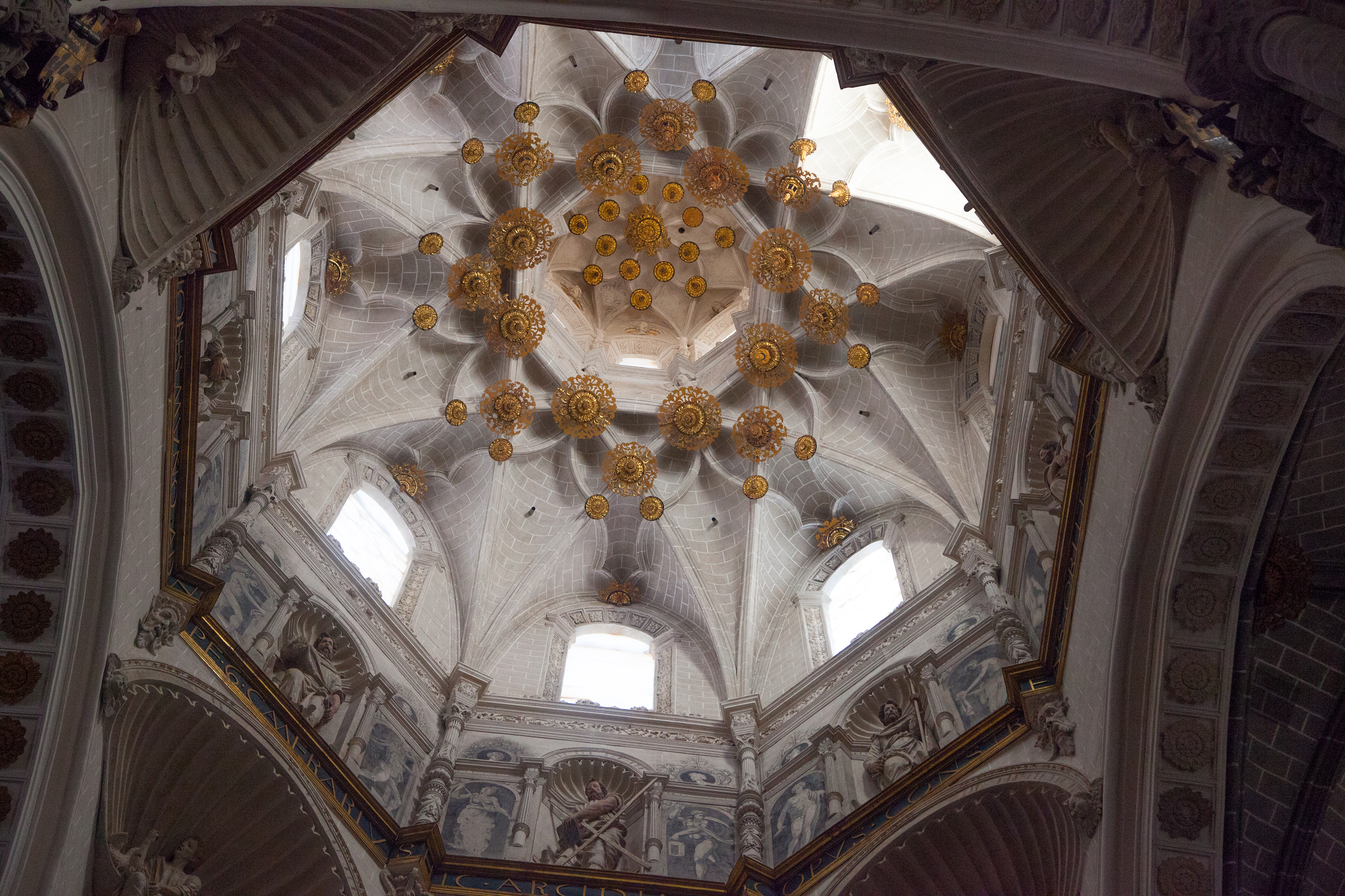
Interior del cimbori

El cimbori, amb forma octagonal i elegant estil, ben diferent del de l'exterior, recorda el de la seu de Saragossa; que no degué, com aquest, la construcció a la munificència d'un pontífex, sinó al zel d'un canonge, d'en Juan Muñoz, el nom del qual es llegeix en el fris i el seu epitafi en el paviment. El creuer, doblant amb una amplada de 120 peus la de la nau del centre, és igual i està en elevació i en arquitectura dels murs i del sostre. Al fons dels braços hi ha dues esquinçades claraboies i dues portes, de les quals una serveix d'ingrés principal i l'altra comunica amb el claustre.
La disposició del temple i els llunyans termes de l'àmbit semblen engrandir les seves dimensions de per si força vastes i els seus 230 peus de longitud, oferint una rica varietat de perspectives, espaioses i alegres, severes i imponents. Vers l'any 1552, quan es va reparar la capella major, es va revestir l'església del color actual, de color fosc color, s'harmonitza, tanmateix, amb els domassos de vellut vermell que decoren l'absis profund. Bellament destacaria a sobre un retaule de cresteria, però, per desgràcia, el de Tarassona, obra d'un fra Diego de Yepes, declinant del plateresc al barroc, no passa certament de regular.

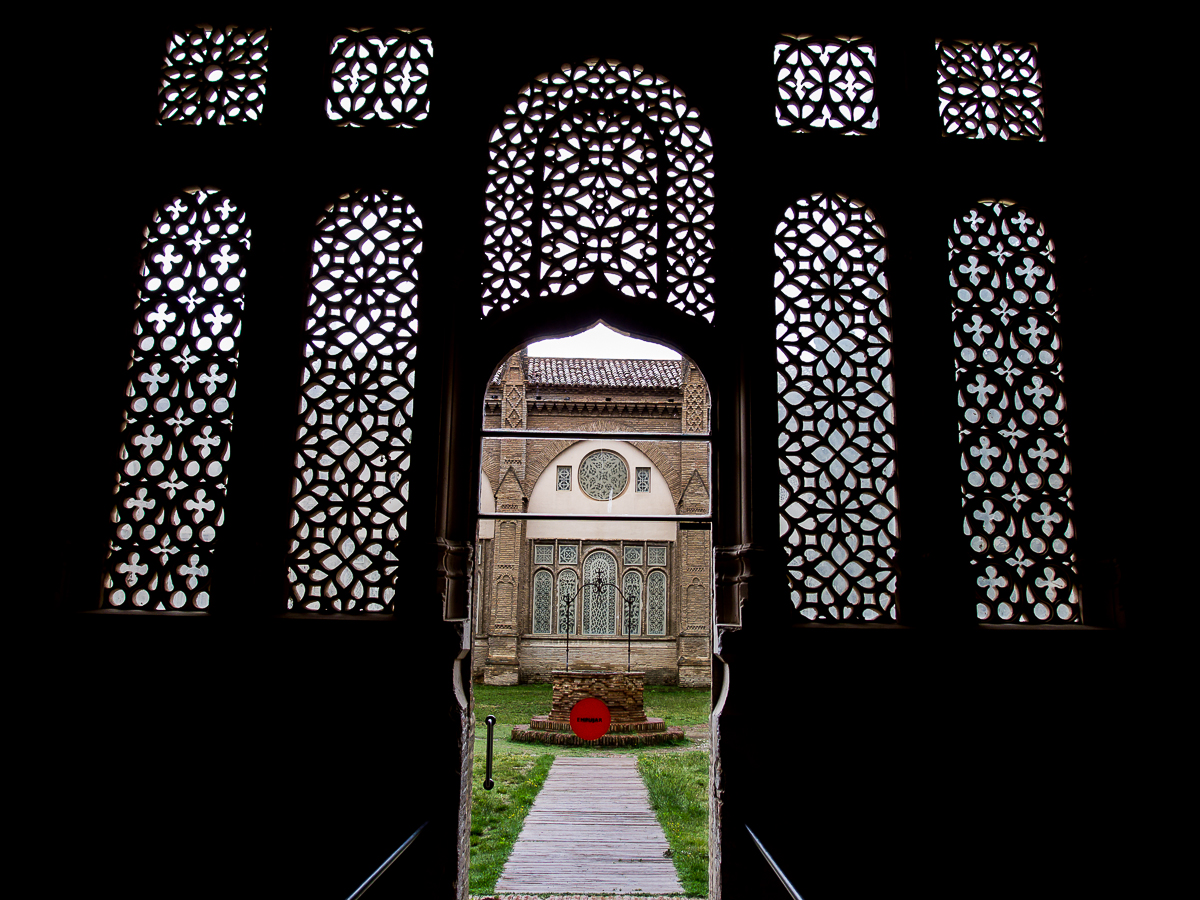
Gelosies del claustre

Més afortunat el cor, situat en el centre de la nau principal, encara assolí qui llaurés amb una delicadesa gòtiva mènsules, guardapols i cornisa; qui brodà els respatllers dels seients superiors amb delicats i purs arabescs; qui coronà amb filigranats pinacles la cadira episcopal i les dues immediates. Encara no se sap si qualificar aquesta catedral de més interessant en els seus detalls que magnífica en el seu conjunt; perquè a penes hi ha una de les seves moltes capelles que no amagui retaules gòtics, sepulcres, i que testimoniï la pietat i llustre de la noblesa de Tarassona i l'opulència de les dignitats de l'església. El que no s'ha de passar en silenci és el seu quadrat i espaiós claustre construït a principis del segle xvi; és un monument que participa de municipal i eclesiàstic; perquè si arreu es veu en el reproduït blasó del bisbe Guillem Ramon de Montcada que l'aixecà de les ruïnes en què des de segle i mig jeia, mans dels naturals l'edificaren, i tots els veïns concorregueren pel seu torn a l'obra, per tal de trobar en el sol descobert o a l'ombra de les voltes una tranquil·la sepultura.
En el dia es trobava molt desfigurat, perquè cada particular es creia autoritzat a truncar la idea de l'artífex obrint capelles o fixant retaules que designessin el lloc del seu soterrament, i tan sols alguns arcs conservaven els calats de guix que, a manera de gelosies, entreteixien totes les obertures i la gòtica varietat de la qual no perdia gens de la seva puresa per trobar-se encastada, diguem-ho així, en un marc del Renaixement.
No es reduïren a fastuoses memòries sepulcrals ni a rics ornaments i joies per al culte els llegats fets a la catedral dels seus prelats i sacerdots; un altre més singular el deixaren en la seva antiga llibreria quan la impremta encara no havia aparegut. Rancis tractats de canons i teologia es desxifren manuscrits en pergamins sencers; colors vius i brillants daurats orlen les pàgines de bíblies i missals, conservant-se en alguns per fortuna la data del treball i el nom dels artistes; el 1474 en Diego Ramirez, prevere de Salamanca, traçava les admirables miniatures del missal del bisbe i cardenal Fèrriz, i els magnífics pontificals d'Andrés Martinez sortiren de la mà del seu capellà domèstic, Fernando Gómez de Agreda, el 1484.